# ولاية بخا
ولاية بخا هي إحدى الولايات التابعة لمحافظة مسندم في سلطنة عمان ، يسكنها الشحوح والظهوريين . تقع في الجانب الجنوبي الغربي منها ، وتطل على الخليج العربي . تحدها من جهة الشرق ولاية خصب وتجاور دولة الإمارات العربية المتحدة . تجمعاتها السكانية حوالي 22 تجمعاً ، منها بخاء والجادي وغمضاء والجري .
المناطق التابعة لها :
1. تيبات
2. الجادي
3. الجري
4. فضغاء
5. غمضاء

## الأماكن الأثرية
- حصن بخا(حصن البلاد) - من القلاع الأثرية في ولاية بخا العمانية، ويعد من أبرز المعالم التاريخية العريقة، الذي يتوسط الولاية ويطل على الشاطئ مباشرة.
- قلعة الفسلة
- برج الحصن
- برج مربعة القشة
- برج مربعة العمارة
- عين الثوارة في قرية الجادي.
- موقع الجدة الأثري[3]